# 카마리나
카마리나(고대 그리스어: Καμάρινα, 이탈리아어: Camarina)는 이탈리아 시칠리아주 라구사도 비토리아에 위치한 도시이다. 고대 그리스 시대에는 시켈리아의 고대 도시였다. 도시의 중심에서 20 킬로미터 정도 떨어진 해안의 현대적 스코글리티 마을에 유적과 고고학 박물관이 있다.

## 역사
카마리나는 기원전 599년에 시라쿠사이가 건설한 식민 도시이지만, 기원전 552년에 그 모 도시에 의해 파괴되었다.
그러나 겔라(현재 젤라) 사람으로 올림픽 전차 경주의 우승자였던 파미우스에 의해 기원전 461년에 재건되었다. 시라쿠사이에는 적대감을 품고 있던 것 같고, 기원전 427년에 아테네 함대가 원정을 왔을 때는 이 동맹을 맺고 있지만, 기원전 415년부터 기원전 413년에 걸쳐 아테네가 대규모의 시켈리아 원정이 실행하자 시라쿠사이에 약간의 지원을 했다. 기원전 405년에는 카르타고에 의해 파괴되었고(카마리나 약탈), 기원전 339년에 티몰레온에 의해 재건되었지만, 제1차 포에니 전쟁 중인 기원전 258년에 로마 공화정의 소유가 되었다.
카마리나가 완전히 파괴된 것은 853년의 일이다. 그 후 고대 도시의 흔적은 빠르게 모래언덕화되었으며, 돌도 적었기 때문에 겔라 주민들조차도 카마리나의 유적을 채석장 대신 사용했다. 따라서 현재는 아테나 신전의 벽 일부와 일부 주거지의 기초 부분을 제외하면 지상에는 남아 있는 것이 아무것도 없다. 또한 발굴하여 성벽의 일부가 확인되었고, 또한 공동묘지의 조사가 이루어졌다.

## 유적
현재 남아있는 유적은 거의 없다. 기원전 7세기 아르카익 기의 묘지와 아테나 신전의 일부뿐이다. 근처에는 기원전 5세기에서 기원전 4세기의 아크로폴리스가 있다. 발굴된 유물은 지역 고고학 박물관과 시라쿠사의 고고학 박물관에 있다. 이슬람 시대의 것이지만, 고고학 공원에는 공동목욕탕(Hamman qbel Jamaa, 모스크에 들어가기 전에 목욕하는 공공목욕탕)의 유적이 있는데, 이것은 시칠리아에서 유일한 것이다.

## 습지
카르타고가 카마리나를 약탈하기 이전에 카마리나에는 수수께끼 같은 질병이 만연했다. 카마리나의 북쪽에는 습지가 있고 이것이 북방에서 적의 침공을 막아주는 역할을 했지만, 이 습지가 질병의 원인이 아닐까 생각되었다. 따라서 습지를 배수하고 건조시킴으로써 질병이 진정될 것이라는 생각이 널리 퍼졌다. (세균 이론이 제창되는 훨씬 전의 이야기이지만, 습지와 질병의 관련성은 이미 예상되고 있었다. 예를 들어, 엠페도클레스는 습지를 건조시켜 셀리누스를 구했다.) 신탁을 묻자 질병은 때가 맞았기 때문이며, 배수를 할 필요는 없다는 것이었다. 그러나 불만은 커져갔고, 도시의 지도자들은 신탁과는 달리 배수를 하기로 결정했다. 습지가 말라버리면서, 당연하기는 하지만 카르타고 군을 방어할 지형물이 없어져 버렸다. 따라서 카르타고 군이 접근하자 시라쿠사이의 디오니시오스 1세는 도시를 포기하라고 명령했다. 카르타고 군은 마른 지 얼마되지도 않은 습지를 통해서 도시를 침공하여, 남아 있던 주민들을 죽이고 약탈했다.
이 습지를 건조시킨 이야기는 스트라보(기원전 64년 경 - 24년 무렵)가 전하고 있으며, 칼 세이건도 그의 저서 ‘행성’에서 소개하고 있다. 한편, 이 말은 “두려움과 신탁을 무시한 행동은 종종 개선하려던 문제를 악화시킨다”라는 예로서 후세의 작가들에게 교훈으로 전하고 있다.

## 갤러리

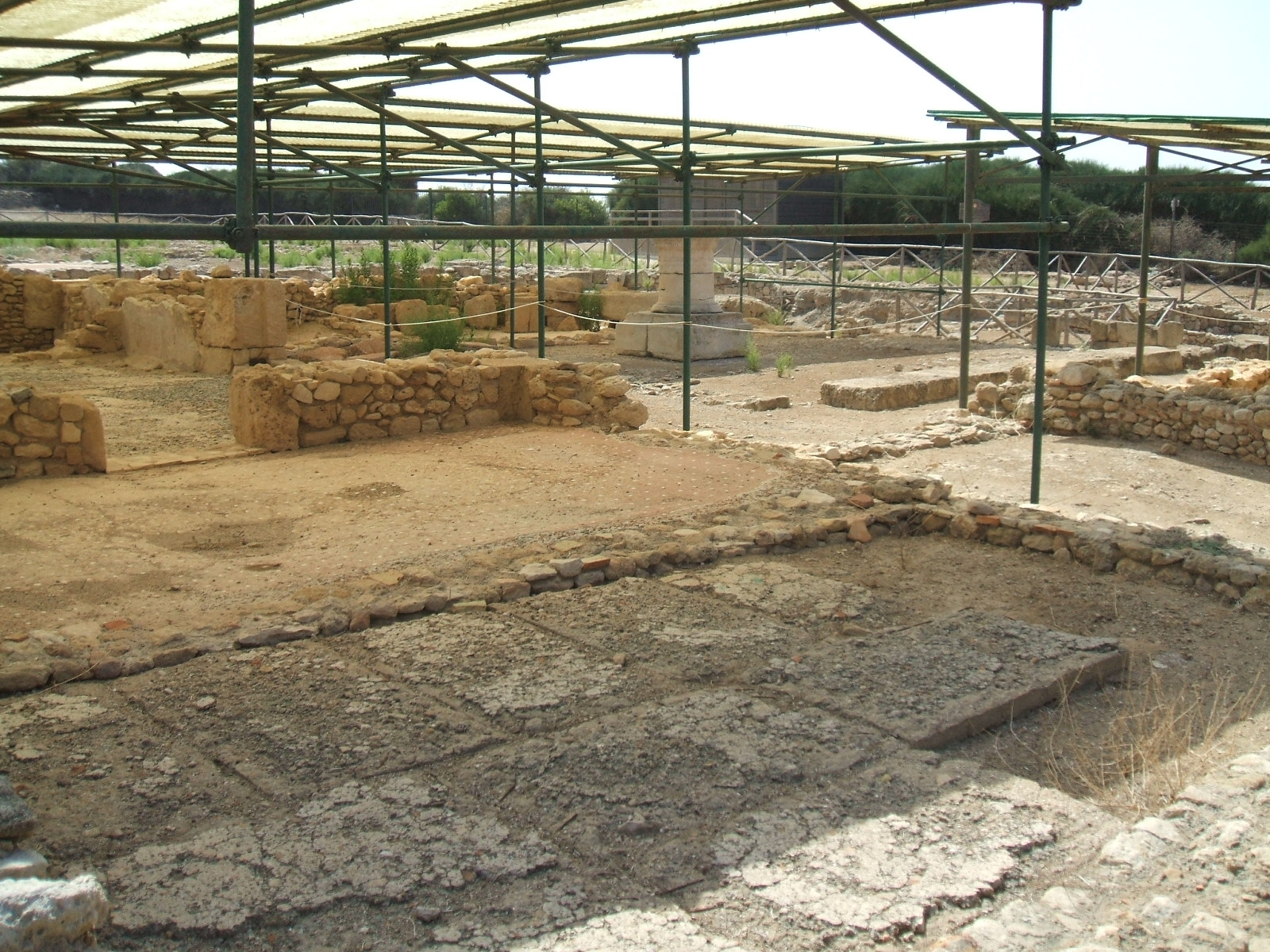
제단 가옥
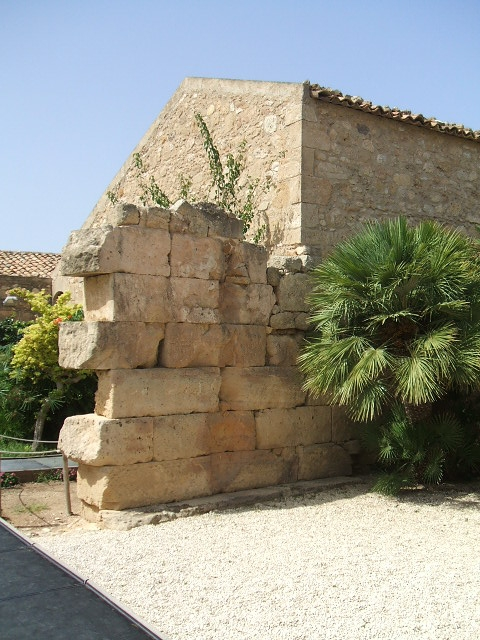
아테나 신적의 벽 일부
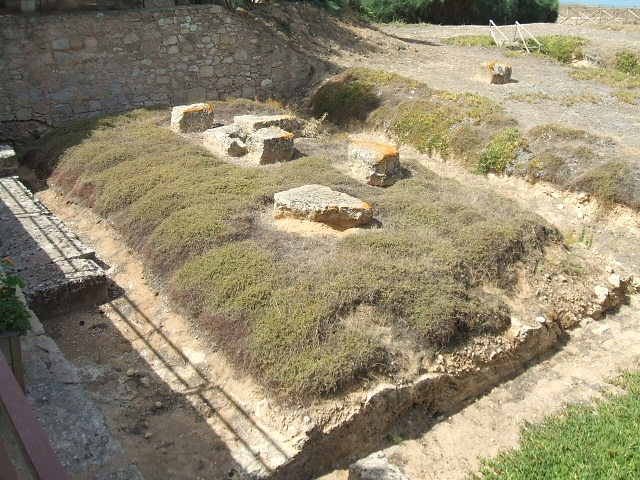
아테나 신전 유적
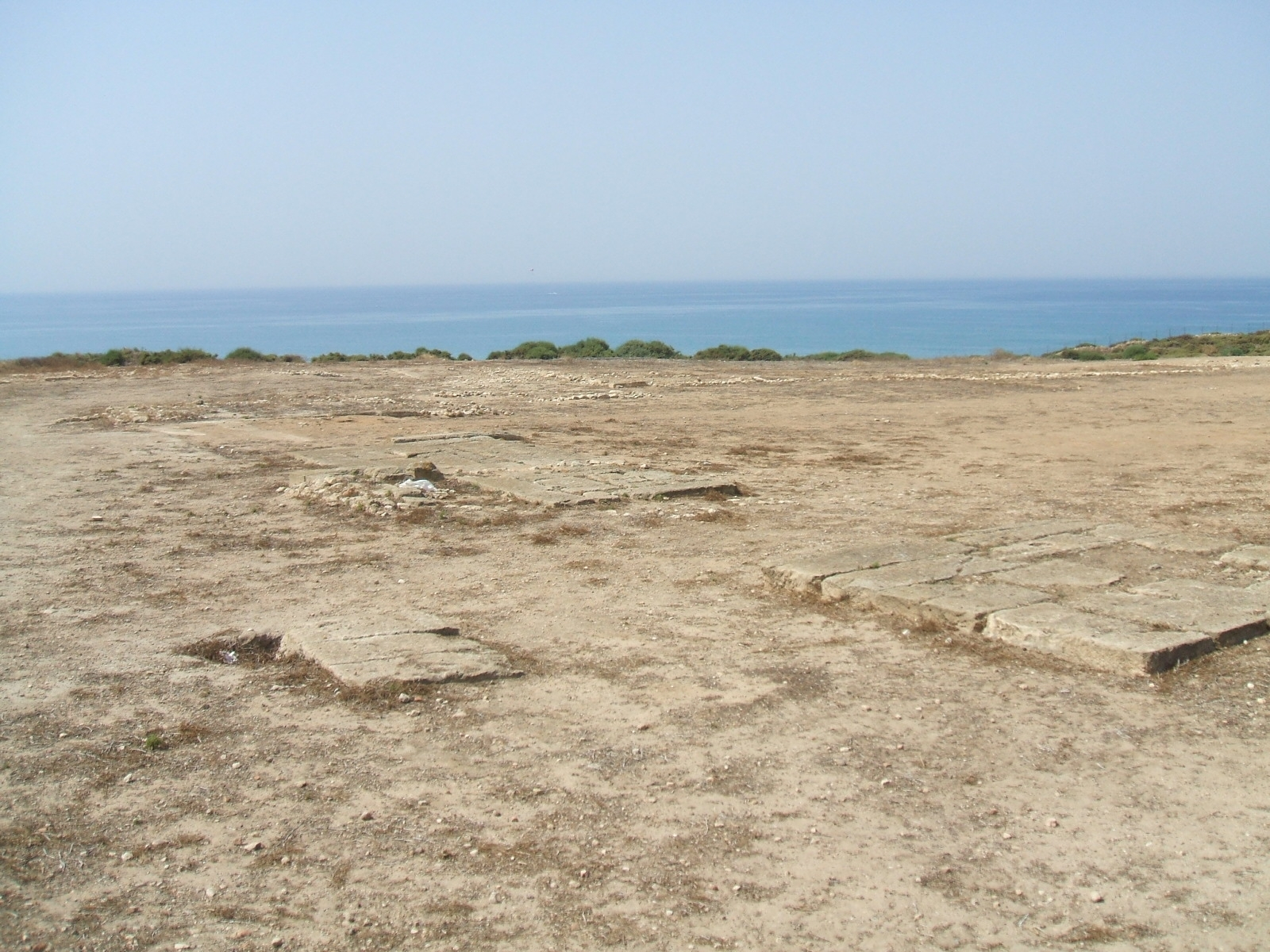
아고라